# ادون حسنی
ادون حسنی (آلبانیایی: Edon Hasani؛ زادهٔ ۹ ژانویهٔ ۱۹۹۲) بازیکن فوتبال اهل آلبانی است.
از باشگاه‌هایی که در آن بازی کرده‌است می‌توان به لیتکس لووچ اشاره کرد.